# 宁德市博物馆列表
本列表列出福建省宁德市境内符合《博物馆条例》定义并列入国家文物局登记名录的博物馆，并列出这些博物馆的名称、开馆时间、级别、类别以及所在位置。根据中华人民共和国国务院颁布的《博物馆条例》，“中国境内的博物馆是指“以教育、研究和欣赏为目的，收藏、保护并向公众展示人类活动和自然环境的见证物，经登记管理机关依法登记的非营利组织”。博物馆包括国有博物馆和非国有博物馆：利用或者主要利用国有资产设立的博物馆为国有博物馆，利用或者主要利用非国有资产设立的博物馆为非国有博物馆。
列表项中，“开馆时间”一栏指博物馆首次向社会开放的时间（非组织机构成立时间），“级别”一栏指的是国家文物局根据《博物馆定级评估标准》所评定的级别，“性质”一栏则用以说明该博物馆的性质（是否为国有博物馆、是否属于文物系统行业）。截至2024年，宁德市境内共有13座被国家文物局登记的博物馆，除福建省屏南耕读文化馆的新馆需收费外:327，宁德市境内包括前者其他馆区在内的所有博物馆均为免费开放。其中，有1处博物馆为国家二级博物馆，3处为国家三级博物馆；宁德市境内共12处博物馆为国有，1处博物馆为非国有。

## 列表
| 博物馆名称                           | 开放日期       | 地址                                                                                             | 博物馆级别 | 博物馆类别   | 参考              |
| ------------------------------------ | -------------- | ------------------------------------------------------------------------------------------------ | ---------- | ------------ | ----------------- |
|                                      |                |                                                                                                  |            |              |                   |
| 市辖区（3处）                        |                |                                                                                                  |            |              |                   |
| 宁德市博物馆（福建省闽东畲族博物馆） | 1989年9月29日  | 蕉城区东侨开发区金马北路6号 26°40′23″N 119°34′39″E / 26.67306°N 119.57750°E                      | 国家三级   | 文物系统国有 | :280-285          |
| 宁德市蕉城区博物馆                   | 2000年3月11日  | 蕉城区蕉南街道福山街47号 26°39′56″N 119°31′41″E / 26.66556°N 119.52806°E                         | 未定级     | 文物系统国有 | [ 7 ] [ 8 ] [ 9 ] |
| 闽东畲族文物馆                       | 2018年1月3日   | 蕉城区金涵畲族乡亭坪村下亭坪1号 26°41′39″N 119°30′05″E / 26.69417°N 119.50139°E                  | 未定级     | 其他行业国有 | [ 10 ]            |
| 县级市（3处）                        |                |                                                                                                  |            |              |                   |
| 闽东革命纪念馆                       | 1989年7月1日   | 福安市城北街道新华北路2号 27°05′49″N 119°38′21″E / 27.09694°N 119.63917°E                        | 未定级     | 文物系统国有 | :286-288          |
| 福鼎市博物馆                         | 2008年5月18日  | 福鼎市桐城街道玉龙北路428号 27°18′01″N 120°12′30″E / 27.30028°N 120.20833°E                      | 未定级     | 文物系统国有 | :300-302          |
| 福安市博物馆                         | 2013年5月18日  | 福安市阳头街道阳头广场北路16号福安市文化馆2楼 27°05′03″N 119°38′24″E / 27.08417°N 119.64000°E    | 未定级     | 文物系统国有 | :303-305          |
| 县（7处）                            |                |                                                                                                  |            |              |                   |
| 古田县博物馆                         | 1991年10月14日 | 古田县城西街道城西路188号 26°34′44″N 118°44′33″E / 26.57889°N 118.74250°E                        | 国家三级   | 文物系统国有 | :297-299          |
| 霞浦县博物馆                         | 2002年6月10日  | 霞浦县松港街道九大馆博物馆 26°53′26″N 120°00′56″E / 26.89056°N 120.01556°E                       | 国家二级   | 文物系统国有 | :306-310          |
| 屏南县博物馆                         | 2009年5月18日  | 屏南县古峰镇国宝路171号 26°55′23″N 118°59′16″E / 26.92306°N 118.98778°E                          | 未定级     | 文物系统国有 | :311-313          |
| 寿宁县博物馆                         | 2007年12月31日 | 寿宁县南阳镇南阳大道66号13号楼（梦龙综合馆）四层 27°24′21″N 119°35′21″E / 27.40583°N 119.58917°E | 未定级     | 文物系统国有 | :314-316          |
| 周宁县博物馆                         | 2015年9月10日  | 周宁县狮城镇东门大道66号 27°05′08″N 119°20′27″E / 27.08556°N 119.34083°E                         | 未定级     | 文物系统国有 | :317-320          |
| 柘荣县博物馆                         | 2006年6月21日  | 柘荣县双城镇柳城南路6号 27°14′12″N 119°53′38″E / 27.23667°N 119.89389°E                          | 国家三级   | 文物系统国有 | :321-324          |
| 福建省屏南耕读文化博物馆             | 2009年8月30日  | 屏南县棠口镇漈头村南洋路3号（主馆） 26°54′00″N 119°01′43″E / 26.90000°N 119.02861°E              | 未定级     | 非国有       | :325-327          |

## 图集

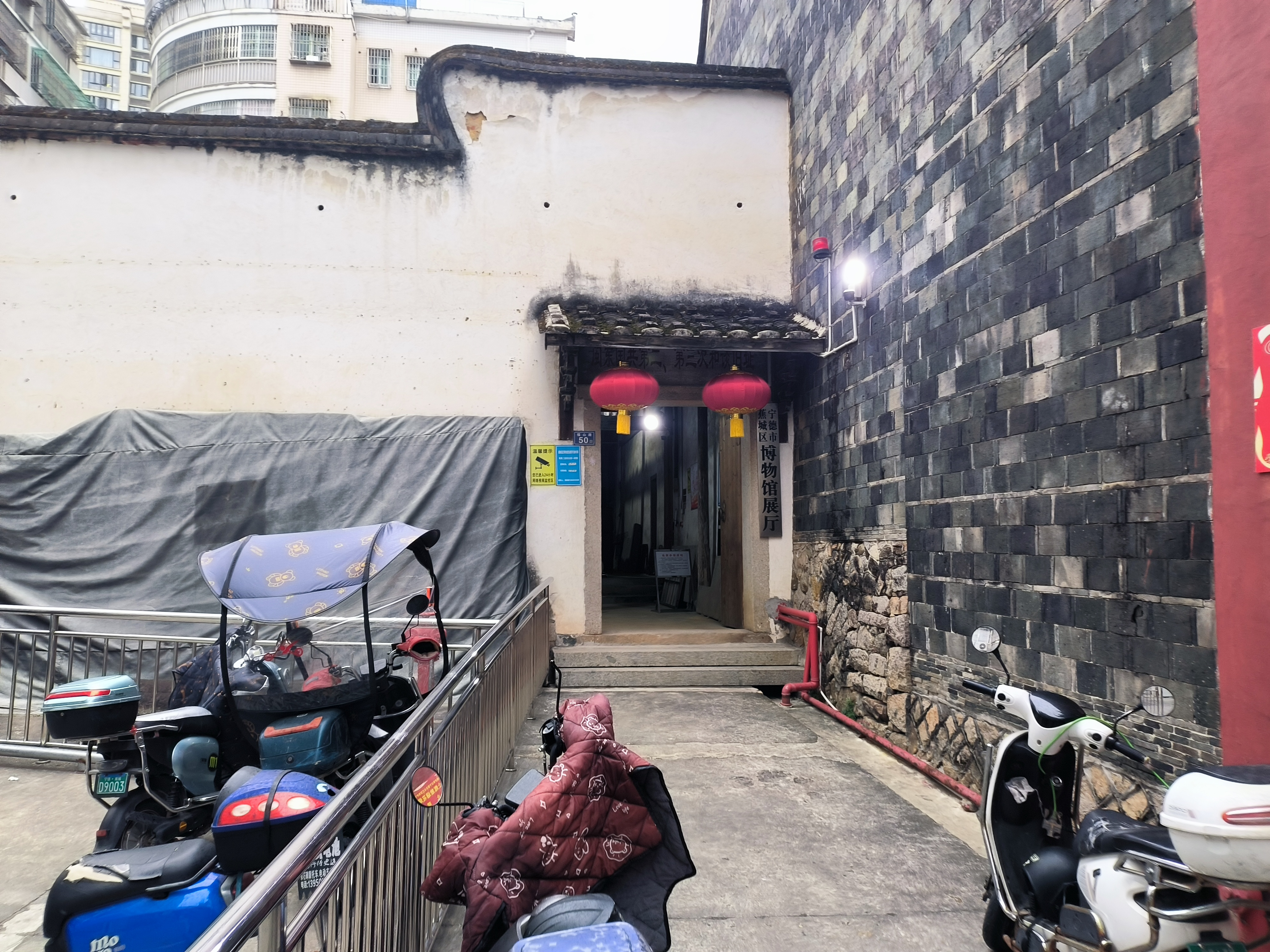
宁德市蕉城区博物馆，为宁德市蕉城区的区级博物馆，馆舍为宁德天后宫的偏殿。
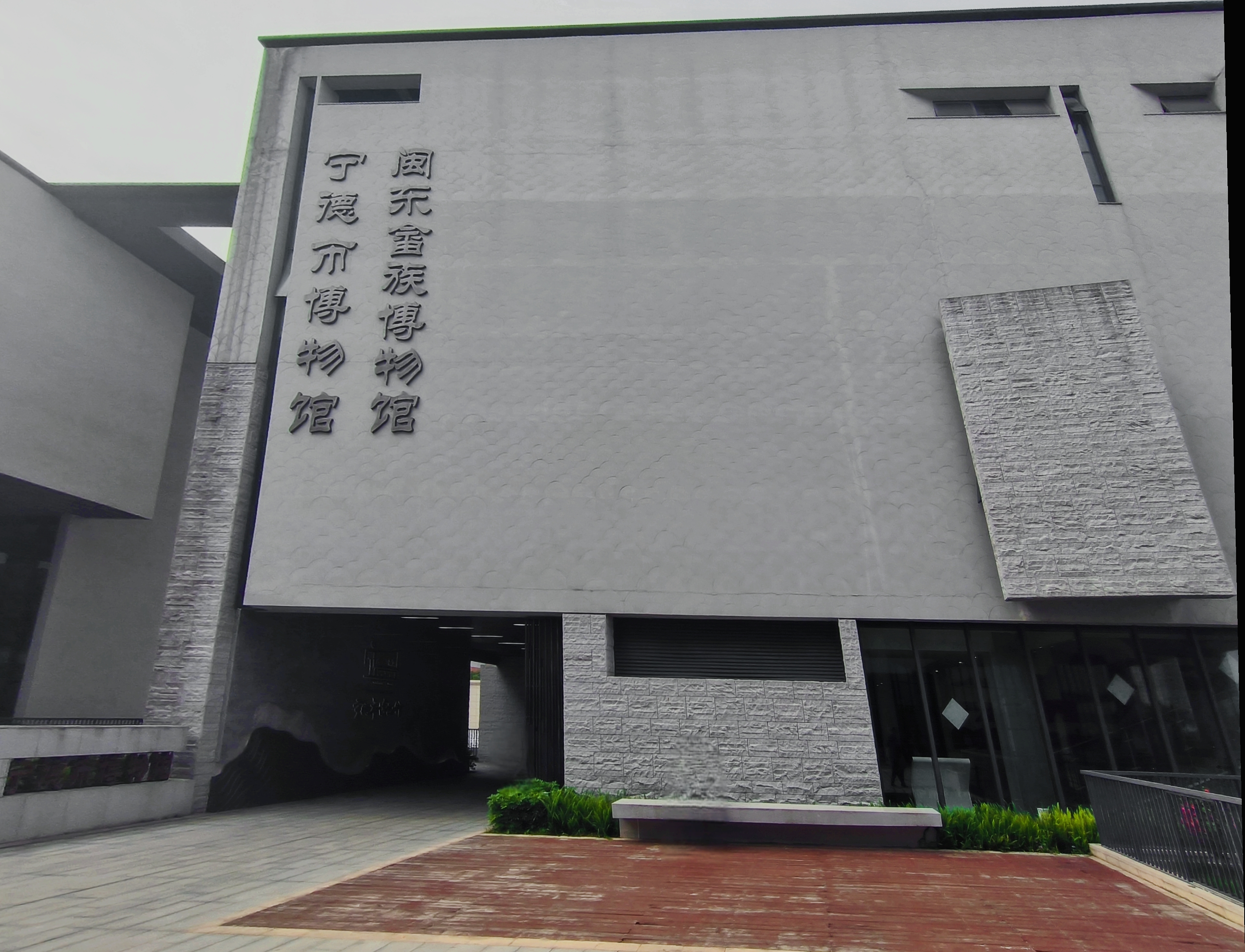
宁德市博物馆，是该市的地志博物馆，与闽东畲族博物馆为一个机构两块牌子。
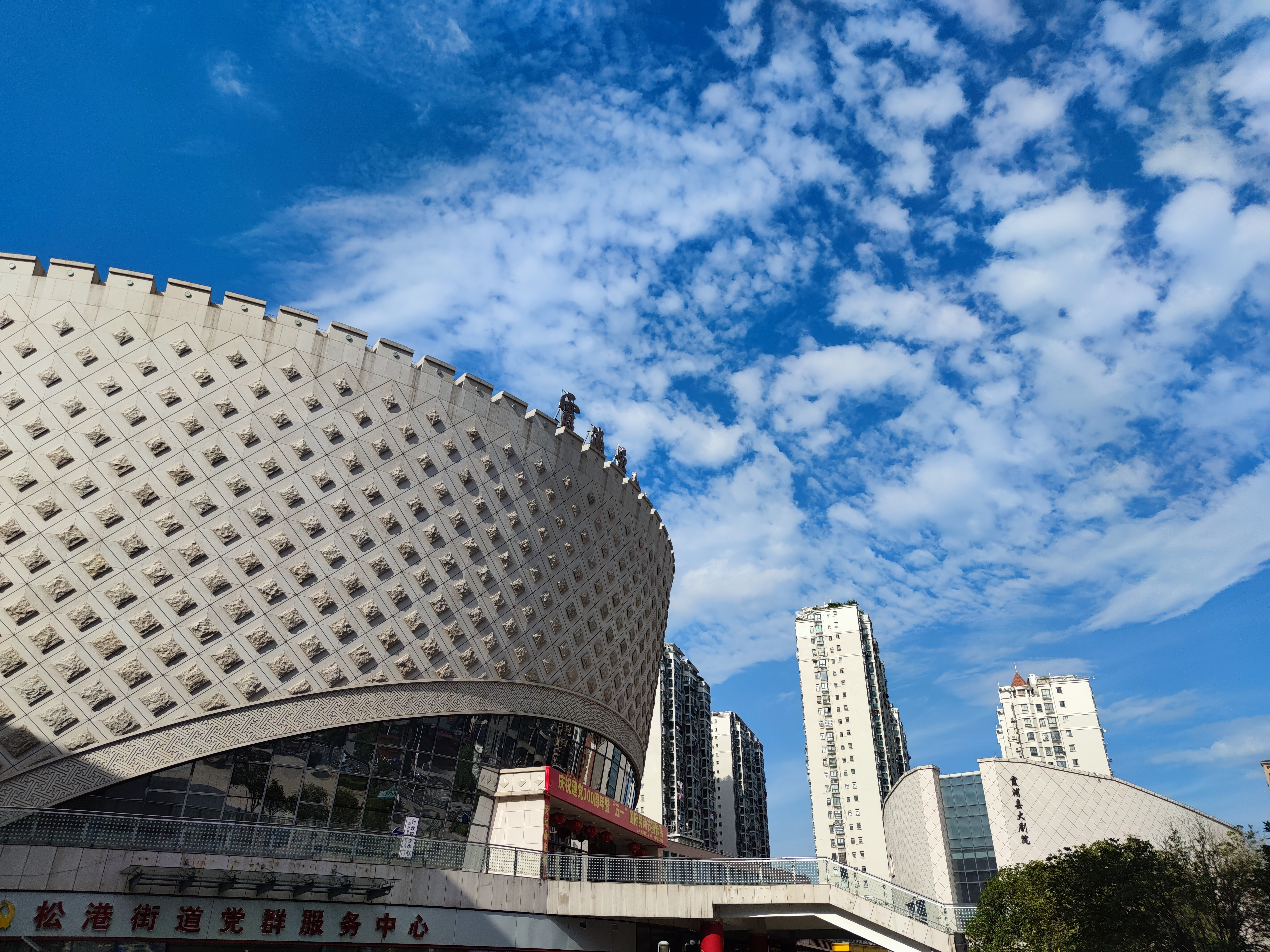
霞浦县博物馆，是迄今宁德市境内唯一的国家二级博物馆。
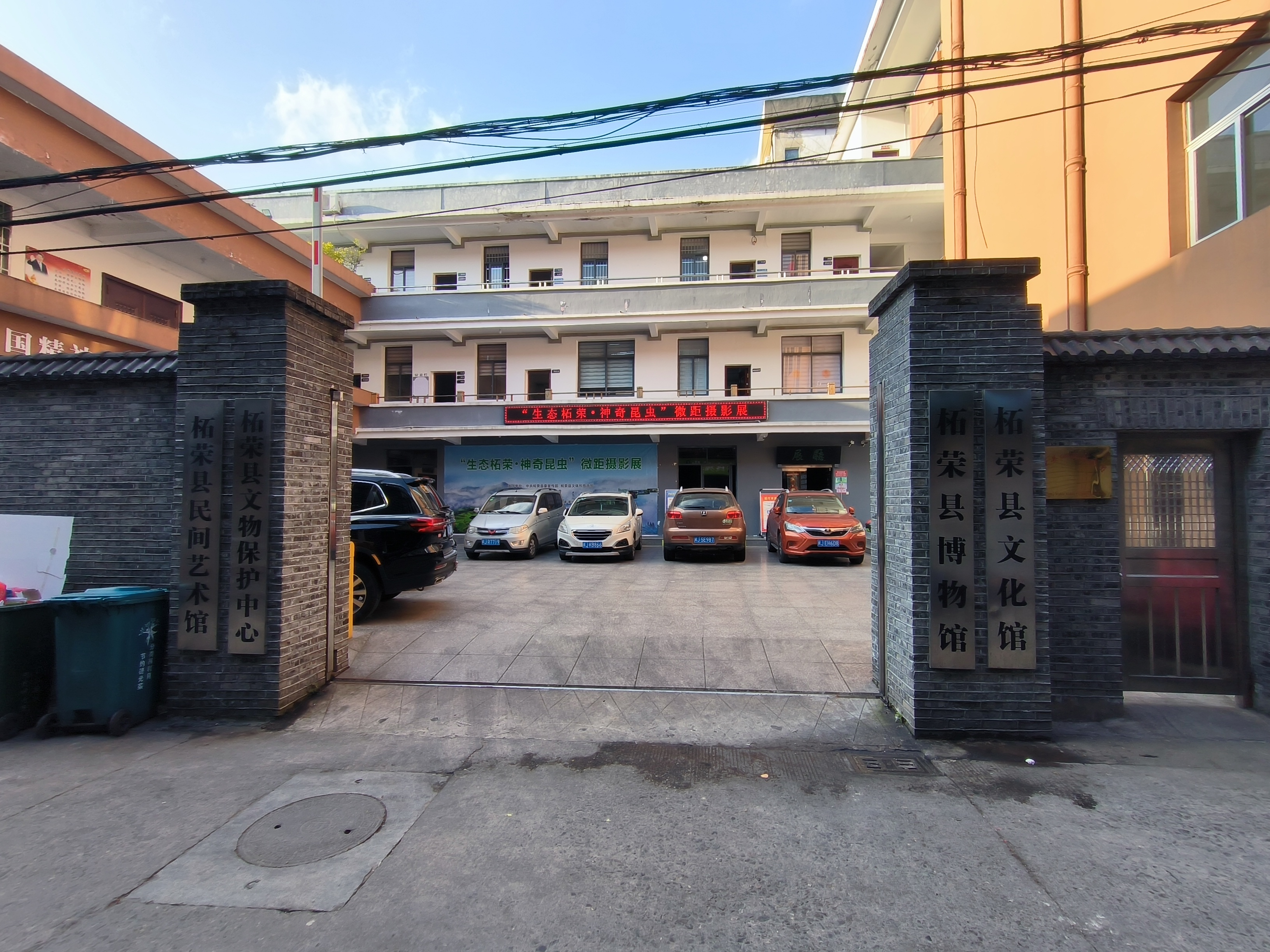
柘荣县博物馆，是2021年入选的第五批国家三级博物馆。